# Atinzam
Atinzam est un village du Cameroun situé dans la région du Sud et le département de l'Océan, sur la route rurale qui relie Mvengue à Awanda. Il fait partie de la commune de Mvengue.

## Population
En 1966, la population était de 155 habitants, principalement des Ewondo. Lors du recensement de 2005, on y dénombrait 215 personnes.

## Infrastructures
La localité dispose d'un marché périodique, d'une école publique et d'une école catholique.